# 12 Angry Men (1997)
12 Angry Men (bra 12 Homens e Uma Sentença) é um telefilme estadunidense de 1997, do gênero drama policial, dirigido por William Friedkin, com roteiro de Reginald Rose adaptado de seu especial de TV homônimo de 1954.

## Sinopse
Doze jurados discutem se um jovem acusado de matar o próprio pai é culpado ou inocente.

## Elenco
- Courtney B. Vance ..... jurado 1
- Ossie Davis ..... jurado 2
- George C. Scott ..... jurado 3
- Armin Mueller-Stahl ..... jurado 4
- Dorian Harewood ..... jurado 5
- James Gandolfini ..... jurado 6
- Tony Danza ..... jurado 7
- Jack Lemmon ..... jurado 8
- Hume Cronyn ..... jurado 9
- Mykelti Williamson ..... jurado 10
- Edward James Olmos ..... jurado 11
- William Petersen ..... jurado 12
- Mary McDonnell ..... juíza
- Douglas Spain ..... o réu